# Křižanovice (Morávia do Sul)
Křižanovice é uma comuna checa localizada na região de Morávia do Sul, distrito de Vyškov.